# Josip Vergilij Perić
Josip Vergilij Perić (16. dubna 1845 Podbablje Gornje – 2. ledna 1919 Zadar) byl rakouský historik a politik chorvatské národnosti z Dalmácie, na přelomu 19. a 20. století poslanec Říšské rady.

## Biografie
Studoval teologii v Šibeniku a Makarské. V roce 1877 absolvoval studia klasické filologie a slavistiky na Univerzitě ve Štýrském Hradci. Působil jako pedagog v Kotoru a Zadaru. Překládal z řečtiny a latiny. Napsal i několik knih: Kula od uzdaha: historički događaj iz prve polovice XVII. vieka (1900), Srpsko-hrvatski spor/Der serbo-kroatische Streit (1903), Pjesme i poslanice (1906), O sveopćoj pučkoj prosvjeti (1912).
Byl aktivní veřejně i politicky. Zasedal coby poslanec Dalmatského zemského sněmu. Zemským poslancem byl v letech 1889–1908.
Působil také jako poslanec Říšské rady (celostátního parlamentu Předlitavska), kam usedl v doplňovacích volbách roku 1890 za kurii venkovských obcí v Dalmácii, obvod Sinj, Imotski atd. Nastoupil 3. února 1890 místo Frane Buliće. Mandát obhájil ve volbách roku 1891, volbách roku 1897 i volbách roku 1901. Uspěl i ve volbách roku 1907, konaných poprvé podle všeobecného a rovného volebního práva. Mandát získal za obvod Dalmácie 07. Obhájil ho i ve volbách roku 1911. Ve volebním období 1885–1891 se uvádí jako Josef Virgil Perić, gymnáziální profesor, bytem Zadar.
Byl členem chorvatské Národní strany, později chorvatské Strany práva. Na Říšské radě se v roce 1890 i po volbách v roce 1891 uvádí jako člen konzervativního a federalistického Hohenwartova klubu. Po volbách roku 1897 je zmiňován coby radikální chorvatský kandidát. Patřil tehdy do chorvatské Strany práva. Po volbách roku 1907 usedl do parlamentního Slovinského a chorvatského klubu. Po volbách roku 1911 byl členem Chorvatsko-slovinského klubu.